# Ortopédia
Az ortopédia (a görög orthopaedia szóból) az orvostudomány azon ága, amely a mozgási szervrendszer statikájával, biomechanikájával, dinamikájával, a csontok illetve ízületek hibás fejlődésével, rendszerbetegségeivel, sérüléseivel foglalkozik. Az orto szó jelentése egyenes, ill. egyenesít, míg a ped, pédia utótag két olyan értelmezéssel is bír, mely megfelel az ortopédiai tevékenységnek, mert származhat mind a latin láb (pes, pedis), mind a görög gyermek (pais) szavakból (L. paediátria, azaz gyermekgyógyászat). A teljes ortopédia kifejezés jelentése így tehát utalhat mind a láb, mind pedig gyermek egyenesítésére.
Az orthopédie szót Nicholas Andry párizsi orvosprofesszor alkotta, amely az ógörög ὀρθός orthos ("helyes", "egyenes") és παιδίον paidion ("gyermek") szavakból származott. Az 1741-ben kiadott könyve "L'Orthopédie, ou l'Art de prévenir et de corriger dans les enfants les difformités du corps."
Az ortopédia a tartó- és mozgató szervrendszer veleszületett és szerzett rendellenességeivel és azok kezelésével foglalkozó orvosi szakterület. A mozgásszervi betegségek körébe tartozik a végtagi csontok, ízületek és inak betegsége, az izombetegségek egy része, valamint a gerincoszlop csigolyáinak és a környező lágy részeknek az elváltozása is. Az angolszász nyelvterületen az ortopédia magába foglalja a hazánkban, ill. a német nyelvterületen külön orvosi szakágként létező baleseti sebészetet is.

## Leggyakoribb ortopédiai betegségek
- Csecsemőkorban a csípő és egyéb ízületek korai fejlettségét vizsgálják. A 2-5 éves gyerekeknél a gerinc és a láb fejlődési eltérései: a gerincferdülés, befelé dőlő belboka – azaz a bokasüllyedés – a leggyakoribb probléma.
- Serdülőkorban a gerinc fejlettsége áll a középpontban: hanyag tartást vagy egyéb gerinc fejlődési zavart különböztetnek meg.
- Felnőttkorban a sportsérülések, illetve a statikus helyzetek miatt, mint például tartós ülőmunka vagy állómunka miatt korai kopási betegségek jelentkezhetnek. Teniszezőknél gyakran teniszkönyök, golfozóknál golfkönyök, kosárlabdázóknál pedig gyakran porckorongsérv alakul ki.
- Időskorban az ízületi porckopások okozzák a legtöbb panaszt. Sokféle kezelés tud segíteni a korai szakaszban, azonban a késői stádiumban jellemzőbb a műtéti megoldás.

## Története
Számos feljegyzés tanúskodik arról, hogy már a legrégibb, Kr. e. századokban foglalkoztak az orvosok az elferdülések gyógyításával; nem egy, még ma is használatos gyógymód vagy eszköz első alkalmazóját a régi orvosok közt kell keresni. Tudományos alapon azonban csak akkor fejlődhetett az ortopédia, amikor behatóbban kezdtek foglalkozni az elferdülések kórbonctanával. Ennek ismerete tette csak lehetővé, hogy megismerjük az egyes elferdülések lényegét, okát és létrejövetelük
módját, ami ismét a megelőző és gyógyító eljárások tökéletesítését eredményezte.
Az első ortopédiai intézet Svájcban alakult meg 1789-ben. Ezt követően számos európai országban nyíltak ortopédiai gyógyintézetek. Tevékenységük főleg a gerincferdülés és a dongaláb kezelésére fókuszált. Az ortopédia elnevezés Andrytól (1741-ből) származik.
Mára előtérbe került az ortopédia megelőző jellege. Bevezették az újszülöttek csípőficam-szűrését, rendszeresítették a Sabin-cseppek adását stb.
A sebészet fejlődése visszahatott az ortopédiára is.

## Története Magyarországon
Magyarországon az első ortopédiai intézetet Schöpf-Merei Ágoston alapította 1837-ben. 1920-ban Zinner Nándor a Nyomorék Gyermekek Otthonában ortopéd-sebészeti osztályt szervezett. 1951-ben Budapesten nyílt meg az Ortopéd Klinika (vagy Orthopédiai Klinika). 